# Marcos Matías De Los Santos
Mathías De Los Santos (Artigas, Uruguay, 28 de septiembre de 1998) es un futbolista uruguayo que juega de centrocampista,actualmente se encuentra en el Club Atlético Progreso de la Primera División de Uruguay.

## Clubes
| Club                | País    | Año         | Part. | Goles |
| ------------------- | ------- | ----------- | ----- | ----- |
| Peñarol             | Uruguay | 2018 - 2021 | 32    | 2     |
| Deportivo Maldonado | Uruguay | 2021        | 17    | 0     |
| Villa Española      | Uruguay | 2022        | 13    | 1     |
| La Luz              | Uruguay | 2023 - Act. | 16    | 0     |
| Total               |         | 2018 - act. | 78    | 3     |

## Palmarés

### Títulos nacionales
| Título              | Club    | País    | Año  |
| ------------------- | ------- | ------- | ---- |
| Campeonato Uruguayo | Peñarol | Uruguay | 2018 |

### Torneos cortos
| Título          | Club    | País    | Año  |
| --------------- | ------- | ------- | ---- |
| Torneo Clausura | Peñarol | Uruguay | 2018 |
| Torneo Apertura | Peñarol | Uruguay | 2019 |